# Ubrique (kommunhuvudort)
Ubrique är en kommunhuvudort i Spanien.   Den ligger i provinsen Provincia de Cádiz och regionen Andalusien, i den södra delen av landet, 400 km söder om huvudstaden Madrid. Ubrique ligger 325 meter över havet och antalet invånare är 16 979.
Terrängen runt Ubrique är huvudsakligen lite bergig. Ubrique ligger nere i en dal. Runt Ubrique är det glesbefolkat, med 15 invånare per kvadratkilometer. Ubrique är det största samhället i trakten. 